# Dobogó (Váralja)
A Dobogó a Kelet-Mecsekben, Váralja közigazgatási területén található hegy. Ez a magaslat Tolna vármegye legmagasabb pontja, amit a csúcson egy kopjafa is jelöl. Bár a csúcsára nem vezet jelzett turistaút, a közelében halad el a Rockenbauer Pál Dél-dunántúli Kéktúra és a Dél-dunántúli Pirostúra. Korábbi elnevezése Teufelsberg (Ördög-hegy) volt.